# Gondwana-Regenwälder Australiens

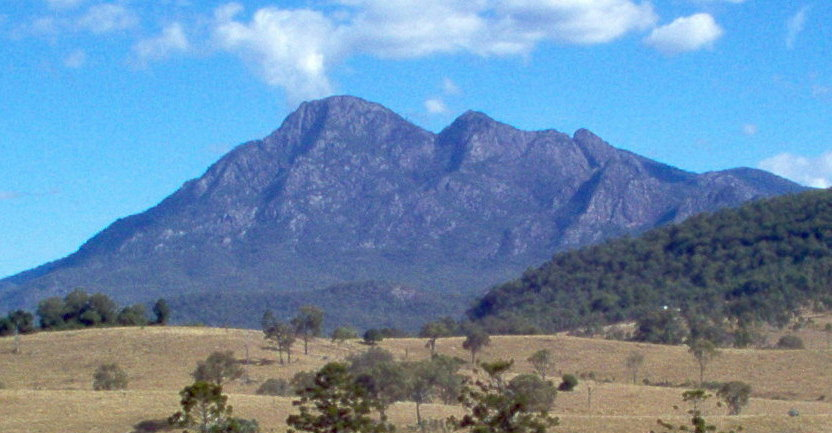
Mount Barney, Queensland

Die Gondwana-Regenwälder Australiens (engl. Gondwana Rainforests of Australia, bis 2007 Central Eastern Rainforest Reserves) liegen im Grenzbereich der beiden ostaustralischen Bundesstaaten New South Wales und Queensland. 1986 wurden diese subtropischen Regenwaldgebiete im Norden New South Wales in die Liste des UNESCO-Welterbe aufgenommen und weitere Nationalparks der Regenwälder wurden auch in die Australian National Heritage List eingetragen. 1994 wurde das Welterbe auf die nördlicher gelegenen Gebiete Queenslands ausgedehnt. Sie umfassen mehrere Schutzgebiete, in denen Schildvulkane liegen und eine große Anzahl seltener und bedrohter Arten des Regenwaldes vorkommen.

## UNESCO-Welterbe

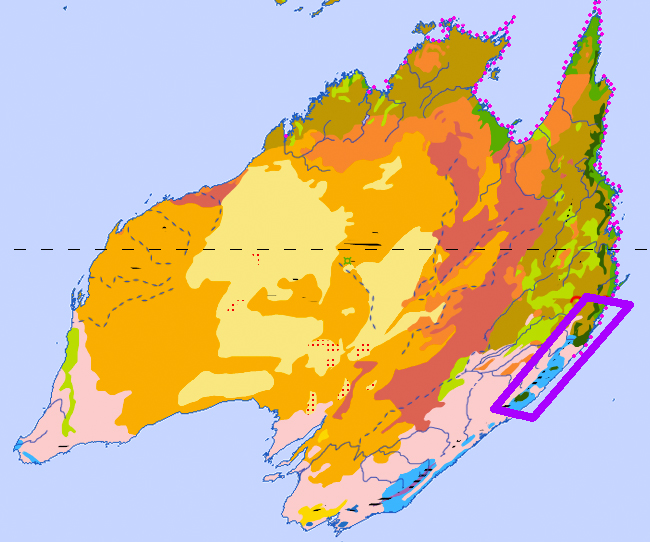
Ungefähre Lage der Schutzgebiete in den Gondwana Regenwäldern

Der Name Gondwana-Regenwälder leitet sich vom Superkontinent Gondwana ab, da die gegenwärtige Vegetation der Regenwälder auch Arten umfasst, deren Existenz aufgrund fossiler Pflanzenfunde schon zur Zeit Gondwanas nachgewiesen werden konnte. Zu diesen gehören z. B. Steineiben, Scheinbuchen und Araukarien, welche schon in der Zeit von Jura und Kreide wuchsen.
Die folgenden Nationalparks sind Teil des UNESCO-Welterbes:
- In New South Wales
  - Barrington-Tops-Nationalpark
  - Border-Ranges-Nationalpark
  - Dorrigo-Nationalpark
  - Gibraltar-Range-Nationalpark
  - Mebbin-Nationalpark
  - Wollumbin-Nationalpark
  - New-England-Nationalpark
  - Nightcap-Nationalpark
  - Oxley-Wild-Rivers-Nationalpark
  - Washpool-Nationalpark
  - Werrikimbe-Nationalpark
  - Willi-Willi-Nationalpark
- In Queensland
  - Lamington-Nationalpark
  - Main-Range-Nationalpark
  - Mount-Barney-Nationalpark
  - Mount-Chinghee-Nationalpark
  - Springbrook-Nationalpark

## Australian National Heritage List
Die Gondwana Regenwälder Australiens sind nachfolgend die die Schutzgebiete aufgeteilt, die in der Australian National Heritage List eingetragen sind:

### Main Range Group

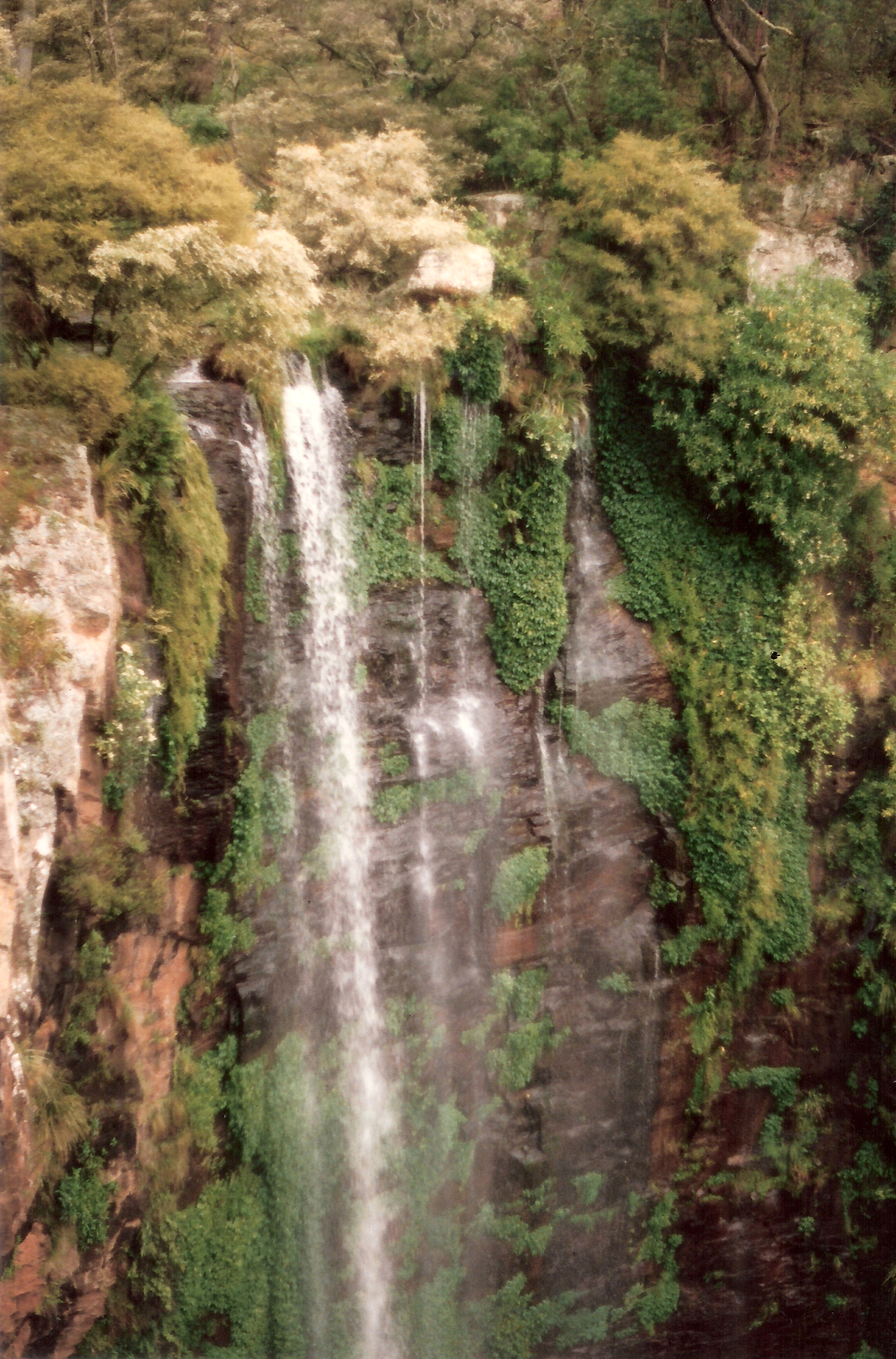
Queen Mary Falls im Main-Range-Nationalpark

Die Main Range Group liegt bei Killarney
- Acacia Plateau Flora Reserve
- Main-Range-Nationalpark
- Spicers Gap Conservation Park
- Goomburra State Forest (teilweise)
- Spicers Gap State Forest (teilweise)
- Gilbert State Forest (teilweise)
- Emu Vale State Forest (teilweise)
- Gambubal State Forest (teilweise)
- Teviot State Forest (teilweise)

### Focal Peak Group
Die Focal Peak Group liegt der Grenze von New South Wales und Queensland
- Captains Creek Flora Reserve (teilweise)
- Mallanganee-Nationalpark
- Mount-Clunie-Nationalpark (teilweise)
- Mount-Nothofagus-Nationalpark (teilweise)
- Tooloom-Nationalpark (teilweise)
- Toonumbar-Nationalpark (teilweise)
- Burnett Creek State Forest (teilweise)

### Shield Volcano Group
Diese Gruppe liegt grenznah zu New South Wales und Queensland an der McPherson Range und Tweed Range
- Amaroo Flora Reserve
- Border-Ranges-Nationalpark (teilweise)
- Lamington-Nationalpark
- Limpinwood Nature Reserve
- Mebbin-Nationalpark (teilweise)
- Mount-Chinghee-Nationalpark
- Mount-Warning-Nationalpark
- Nightcap-Nationalpark (teilweise)
- Numinbah Nature Reserve
- Springbrook-Nationalpark (teilweise)
- verschiedene Rabbit Board Reserves entlang des Rabbit-Proof Fence.

### Iluka Nature Reserve
Iluka Nature Reserve liegt an der Küste von Iluka.

### Washpool und Gibraltar Range
Diese Parks liegen zwischen Glenn Innes und Grafton in New South Wales
- Gibraltar-Range-Nationalpark
- Washpool-Nationalpark